# Bloodpit
Bloodpit est un groupe de rock finlandais créée sous ce nom en 1998 (auparavant, le groupe se produisait sous les noms RIP puis Turmio. Il est fondé en 1994 par le chanteur Matti Mikkonen et le guitariste Paavo Pekkonen. 

## Membres

### Actuels
- Antti Ravín - voix
- Paavo Pekkonen - guitare
- Pietu Hiltunen - guitare
- Aleksi Keränen - basse
- Alarik Valamo - batterie

### Anciens membres
- Matthau Mikojan - guitare et voix (1998–2007)
- Janne Kolehmainen - basse (1998–2000)
- Arnold T. Kumputie - batterie (1999–2002)
- Sir Christus - guitare et chœurs (2000–2002)
- Paspartou Hagen - basse (2002)

## Groupes proches
Précédemment bassiste pour Bloodpit, le grand-frère de Matthau, Sir Christus, part pour jouer de la guitare avec Negative. Du dernier, Antti Anatomy, bassiste, apparait dans le clip vidéo de Bloodpit "Wise Men Don't Cry" comme un frère vengeur, accompagné par Jussi Selo de Uniklubi, dans un rôle similaire. 
Aussi, Matthau et son frère sont les enfants de feu Arwo Mikkonen, qui a joué de la guitare pour le célèbre groupe Popeda.

## Discographie

### Albums
1. Mental Circus (2005)
2. Off the Hook (2007)
3. The Last Day Before the First (2009)

### Extended play
1. Sauna Päälle! (2006)
2. Recovered (2008)

### Singles
1. "Out to Find You" (2005)
2. "One More Time" (2005)
3. "Platitude" (2005)
4. "Bad-Ass Blues" (2005)
5. "Wise Men Don't Cry" (2007)

### Clips vidéo
1. "Platitude" (2005)
2. "Bad-Ass Blues" (2006)
3. "Wise Men Don't Cry" (2007)
4. "For You To Be Safe" (2008)